# Projekt Revolution
Projekt Revolution fue una gira de conciertos liderada por la banda estadounidense Linkin Park. La gira se llevó a cabo mayormente en los Estados Unidos y Canadá, aunque en el 2008 salió por primera vez a Europa, cosa que en el 2011 se repitió. El objetivo principal era el de reunir a artistas y aficionados al rock y al hip hop. En sus tres primeros años, logró reunir a artistas como HIM, Adema, Cypress Hill, Snoop Dogg y Mudvayne.

## 2002
- Linkin Park
- Cypress Hill
- Adema
- DJ Z-Trip

## 2003
- Linkin Park
- Mudvayne
- Xzibit
- Blindside

## 2004
En el 2004, el tour presentó 2 escenarios, el escenario Revolution y el escenario principal. También este año tuvo menos hip-hop.
Escenario Principal
- Linkin Park
- Korn
- Snoop Dogg
- The Used
- Less Than Jake

Escenario Revolution
- Ghostface
- Story Of The Year
- Funeral for a Friend
- Downset
- M.O.P.
- Mike V. and The Rats
- Instruction
- No Warning
- Autopilot Off

Ocasionalmente, el espectáculo lo abría DJ Z-Trip, como maestro de ceremonia.

## 2007
En el 2007, Linkin Park decidió hacer un recorrido verde, donando $1 por cada billete a American Forests a través de su organización Music for Relief y también usando biodiésel en la mayoría de sus autobuses, eliminando así 350 toneladas de emisiones de carbono. También repartieron folletos a los asistentes a los shows, que dan consejos para reducir las emisiones de gases de efecto invernadero.
También fue revelado por la revista Revolver que Muse, estaba dentro de las bandas contactadas por Linkin Park, pero estos no pudieron unirse, ya que tenían que tratar otros asuntos.
Asimismo, fue la primera vez que Placebo se unió a la alineación del evento en el escenario principal.
El 22 de agosto, se pudo observar un concierto a través de Myspace.com. Todos los miembros de Myspace, pudieron observar el show desde el anfiteatro Energy Music Theatre en Clarkston, Míchigan. El evento fue organizado por Matt Pinfield.
Linkin Park vendió para el Projekt Revolution, sus conciertos en vivo, cada CD contenía un disco virgen y una clave especial que le permitía descargar y grabar la presentación, dependiendo del lugar en el que se haya elegido la vista de la presentación. El precio de cada disco era de $11.00.
En esta edición también participaron grupos como My Chemical Romance y Mindless Self Indulgence.

## 2008

### Europa
21 de junio de 2008 - Reitstadion Riem, Múnich, Alemania
- Linkin Park
- HIM
- N*E*R*D
- The Used
- The Blackout
- Julien-K

27 de junio de 2008 - Waldbühne, Berlín, Alemania
- Linkin Park
- HIM
- N*E*R*D

28 de junio de 2008 - LTU Arena, Düsseldorf, Alemania
- Linkin Park
- HIM
- N*E*R*D
- The Used
- The Bravery
- InnerPartySystem

29 de junio de 2008 - National Bowl, Milton Keynes, Inglaterra
- Linkin Park
- Jay-Z
- Pendulum
- N*E*R*D
- Enter Shikari
- The Bravery
- InnerPartySystem

### Estados Unidos
Escenario principal
- Linkin Park
- Chris Cornell
- Busta Rhymes
- The Bravery
- Ashes Divide
- Street Drum Corps

Escenario Revolution
- Atreyu
- 10 Years
- Hawthorne Heights
- Armor for Sleep